# Леополд II фон Валдбург-Цайл-Вурцах
Леополд II Мария Карл Еберхард Фидел Алойс Стефан Мартин фон Валдбург-Цайл-Вурцах (на немски: Maria Carl Eberhard Fidel Alois Stephan Martin von Waldburg zu Zeil-Wurzach; * 11 ноември 1795; † 26 април 1861, Вурцах) е 2. княз на Валдбург-Цайл и Вурцах, наследствен имперски трухсес, наследствен член на Първата камера във Вюртемберг (25 септември 1819).

## Биография
Той е най-големият син на наследствения граф Леополд фон Валдбург-Цайл-Вурцах (1769 – 1800) и съпругата му графиня Мария Валпурга Франциска Фугер-Кирхберг-Вайсенхорн цу Бабенхаузен (1771 – 1841), дъщеря на граф Анселм Викториан Фугер фон Кирхберг-Вайсенхорн-Бабенхаузен (1729 – 1793) и фрайин Мария Валпургис фон Валдбург, графиня цу Волфег-Райхсербтруксесин (1740 – 1796). Внук е на княз Еберхард I фон Валдбург-Цайл-Вурцах (1730 – 1807) и графиня Мария Катарина Фугер-Кирхберг-Вайсенхорн (1744 – 1796).
Леополд II наследява на 23 септември 1807 г. дядо си Еберхард I фон Валдбург-Цайл-Вурцах, първият имперски княз на Валдбург цу Цайл-Фридберг и Вурцах.
Леополд II умира на 26 април 1861 г. във Вурцах на 65 години.

## Фамилия
Леополд II фон Валдбург-Цайл-Вурцах се жени на 18 декември 1821 г. във Вурцах за графиня Мария Йозефа Валдбурга Еуфемия Кресценция Юлиана Фугер фон Бабенхаузен (* 19 юни 1798, Бабенхаузен; † 9 май 1831, Вурцах), дъщеря на 1. княз Анселм Мария Фугер фон Бабенхаузен (1766 – 1821) и графиня Мария Антония Елизабета фон Валдбург-Цайл-Вурцах (1774 – 1814), дъщеря на дядо му княз Еберхард I фон Валдбург-Цайл-Вурцах (1730 – 1807) и графиня Мария Катарина Фугер-Кирхберг-Вайсенхорн (1744 – 1796). Те имат пет деца:
- Мария Антония Валбурга Йозефа/Йозефина (* 23 септември 1822, Вурцах; † 17 декември 1893, Вурцах)
- Мария Валпурга Йозефа Антония (* 28 януари 1824; † 1 януари 1837)
- Карл Мария Еберхард фон Валдбург-Цайл-Вурцах (* 8 декември 1825, Вурцах; † 6 март 1907, Щутгарт), 3. княз на Валдбург-Цайл-Вурцах (отказва се на 6 февруари 1865), става фрайхер на Вурцах на 28 август 1888 г., женен 1858 г. в Тврдошовце (Тардоскед) за Мария Луиза Лайб (* 9 март 1839; † 29 януари 1907, Щутгарт)
- Мария Терезия Каролина (* 6 февруари 1827; † 25 март 1831)
- Еберхард II Франц Леополд Мария фон Валдбург-Цайл-Вурцах (* 17 май 1828, Вурцах; † 1 август 1903, Кислег), 4. княз на Валдбург-Цайл-Вурцах, женен I. в Моравия на 28 август 1856 г. за графиня София Евгения Франциска Хелена Дубски-Требомислиц (* 28 октомври 1835, Виена; † 15 юли 1857, дворец Райхенбург, Обер-Щайермарк), II. на 5 август 1858 г. в Моравия за нейната полусестра графиня Юлия Дубски-Требомислиц (* 27 април 1841, Виена; † 7 декември 1914, Кислег)